# كوجي تشينو
كوجي تشينو (باليابانية: 千野皓司؛ بالكانا: ちの こうじ) هو كاتب سيناريو ومخرج ياباني، ولد في 17 ديسمبر 1930 في طوكيو في اليابان.

## وصلات خارجية
- كوجي تشينو على موقع IMDb (الإنجليزية)
- كوجي تشينو على موقع كينوبويسك (الروسية)